# Halice abyssi
Halice abyssi är en kräftdjursart som beskrevs av Boeck 1871. Halice abyssi ingår i släktet Halice och familjen Pardaliscidae. Arten är reproducerande i Sverige. Inga underarter finns listade i Catalogue of Life.